# Hémicérébellectomie
L'hémicérébellectomie désigne une technique chirurgicale visant à effectuer l'exérèse d'un hémicervelet. Elle peut être pratiquée chez l'homme par exemple pour réséquer une lésion tumorale extensive ou chez l'animal pour étudier les rôles du cervelet sur le plan de la motricité.